# Особенная дружба
Об экранизации см. Особенная дружба (фильм)
«Особенная дружба» (фр. Les amitiés particulières) — воспитательный роман, написанный в 1943 году Роже Пейрефиттом и опубликованный в том же году Жаном Виньо. Самое известное сочинение автора, принёсшее ему премию Ренодо (1944).
Роман по большей части является автобиографическим и повествует о романтических платонических отношениях между двумя мальчиками в католическом колледже. В произведении обстоятельно показана жизнь французских школьников «прекрасной эпохи» (начало XX века), когда в школах ещё царствовали религиозность и консервативные взгляды.
В книге попытка священнослужителей изменить мальчиков и пресечь их романтические отношения оборачивается бунтом и непредвиденными переменами в их жизни и отношениях.

## Сюжет
Главным персонажем романа является Жорж де Сарр, красивый четырнадцатилетний мальчик, которого родители отправили в католический колледж-интернат «Сент-Клод» во Франции. Естественно, познакомившись с другими мальчиками, он сразу же почувствовал интерес и желание подружиться с одним из них. Выбор пал на его ровесника, Люсьена Ровьера, чья кровать находилась поблизости от кровати Жоржа, благодаря чему они могли переговариваться по ночам. Но, помимо Люсьена, были и другие мальчики. Антипатичный Марк де Блажан пытается настроить его против Люсьена, загадочно и странно сообщая ему:

  «Здесь есть два вида парней — как и везде. Но нет никаких сомнений, что плохих — большинство. Тебе придётся выбирать между ними, и ты всё поймешь.»
Под «плохими парнями» он имел в виду и Андре Феррона, ученика старшей группы. Прошло время, и Жорж узнал, что Люсьен любит Андре Феррона, хорошо сложённого, смелого, хорошего игрока в футбол. Он становится другом Люсьена, но из некой появившейся «зависти» пытается испортить любовные отношения Андре и Люсьена, что в конечном итоге у него получается. Скрытно оставив в кабинете настоятеля письмо, посвященное Люсьену, ему удалось добиться исключения Андре. Стих был подписан Андре, но закончен без адресации, что было очень на руку Жоржу. Но видя, что любовные чувства после исключения не иссякли, и что Люсьен планирует в дальнейшем вновь встретиться с Андре, Жорж становится лучшим другом Люсьена и не заходит с ним никуда дальше близкой дружбы, и заводит «особенную дружбу», то есть дружбу, полную чувствительных намёков и влечения, с двенадцатилетним учеником, красивым и очаровательным Александром Мотье, на которого впервые обратил внимание во время церемонии благословления агнца; ягнёнка, которого должны были принести в жертву (накануне рождественских праздников), которого внёс Александр в главный зал во время торжества. Священнослужители-руководители не одобряют такие отношения, действуя согласно религиозным правилам, даже если они не выходят за рамки близости, нескольких поцелуев и любовных стихов и никогда не заходят в сферу сексуальности.
Несмотря на явное осуждение педерастии, некоторые священники скрывают в себе чувства к мальчикам. Один из них, отец де Треннес, приглашает учащихся мальчиков присоединиться к нему ночью в его кабинет, чтобы выпить и выкурить египетских сигарет. Де Треннес по профессии был археологом, путешествовал по миру, посетил Египет и Грецию, имел высокое религиозное образование и явную интеллигентность, которая проявлялась в диалогах с де Треннесом и знаниях, которые он не стеснялся проявлять. После того как последний обнаружил любовные отношения между Жоржем и Александром, он хотел, чтобы мальчики попали в сферу его влияния и послушались его и его советов и указаний. Но Жорж не был согласен с этим и не хотел, чтобы Александра так же по ночам отводили в комнату Треннеса. Поэтому в одну из ночей, когда де Треннес отвёл одного из учащихся в свою комнату, он быстро написал анонимное письмо, побежал к комнате настоятеля, постучал в дверь и оставил рядом письмо, после чего вернулся обратно к кровати. Настоятель обнаружил, чем занимался отец де Треннес, и на следующий день последний был уже выгнан. Большинство учеников осталось в недоумении, по какой же причине был изгнан де Треннес, из-за чего возникали слухи и споры. Отец де Треннес понял, кем был обнаружен, и перед уходом состоялся диалог с Жоржем, в котором попросил «молиться за него».
Накануне конца учебного года, отец Лозон, друг семьи Александра и защитник мальчика, обнаруживает отношения двух мальчиков и требует, чтобы они немедленно прекратились. Лозон вынуждает Жоржа вернуть Александру его любовные письма, дабы «доказать Александру конец ваших отношений», что для двенадцатилетнего мальчика по-настоящему было большим шоком и неожиданностью. Жорж не имел возможности предпринять другое решение и согласился отдать письма. Мальчики отправились обратно по домам. Почти сразу же Жорж принялся писать письмо, в котором он бы объяснил всю ситуацию, сказав что это не конец, что они смогут встретиться этим летом.

Но было уже поздно. Четырнадцатого июня был последний день перед днём рождения Жоржа. Читая газету, его глаза прожгли строки: 
НЕЧАЯННО ОТРАВИЛСЯ МАЛЬЧИК
С.14, 14 июля.

Вчера во второй половине дня Александр Мотье, 12-ти лет, проглотил сильный яд, который он принял за лекарство. Попытки спасти несчастного мальчика, жертвы роковой ошибки, были безуспешны.
Он не думал, что всё закончится именно так. Александру и Жоржу не хватило времени. Александр не успел прочесть последнее письмо Жоржа, и под эффектом большой подавленности и разрушенности совершил суицид. Затем приехал отец Лозон, который принёс свои соболезнования Жоржу. Ведь он тоже любил Александра как своего крёстного сына. Жоржа терзали мысли о самоубийстве, и он почти решился на это, таким же методом, как и Александр. Но он переборол это чувство. Он посчитал, что должен быть выше смерти, что дух Александра отныне будет жить вместе с ним.
В произведении активное внимание уделяется религиозному образованию, философии и истории античного мира. Книга пропитана жизнью в закрытой католической школе начала двадцатых годов, где были строгая дисциплина и обязательное выполнение религиозных догм. Роман также раскрывает проблемы строгой дисциплины и педантизма религиозных учебных заведений, показывая их двуличность: как бы ни старались отцы церкви сохранить непорочность и чистоту духа мальчиков, они оставались в неведении реальности, действий, которые они знать не могли, и мальчики в итоге прибегали к неправильным, по мнению учебного заведения, делам.

На протяжении всей книги можно наблюдать, как главный персонаж раскрывает себя, как личность и человек. Он переходил в сознательный возраст и впервые вступал в тяготы взрослой жизни, с которыми справлялся успешно. Можно понять его мысли, его желания и цели. Всё обернулось не так, как он планировал, но он переборол эту ситуацию, вынеся себе некую мораль:

— Ты не мальчик молитв и слез, а моя любовь, моя надежда, моя уверенность. Ты не умер; ты только на некоторое время оказался на дальнем берегу. Ты не бог, ты такой же мальчик, как и я, ты живёшь во мне, моя кровь — это твоя кровь. Ты владеешь всем, что есть у меня. Мы желали и надеялись, и отныне мы всегда будем вместе, навсегда, и пришёл мой черёд сказать тебе: "Навсегда! Разве это не прекрасно?!

Жорж приблизился к дому. Он войдёт туда с тайным гостем, который никогда не покинет его. Для них начиналась новая жизнь. Сегодняшний траур относился к прошлому. Завтра наступал день рождения Жоржа, первый день рождения Жоржа и Александра. Завтра им исполнится пятнадцать. 
Работа хвалится за элегантный стиль и осторожность, с которой она была написана. Одним из примеров подобного является вопрос, который Александр задает Жоржу: 
«Жорж, знаешь ли ты то, чего не должен знать?»

## Автобиографическая основа
Сюжет считается преимущественно автобиографическим: де Сарр — альтер эго Пейрефитта. Как и персонаж книги, Пейрефитт имел отношения с младшим учеником по имени Жорж Герет, с которым познакомился в закрытом католическом колледже Сен-Бенуа д'Ардуан в Эро. Тогда Жоржу было двенадцать, а Пейрефитт был на год старше. Жорж не покончил жизнь самоубийством, как Александр в романе. Он умер в 19 лет, 18 марта 1928 года, и был похоронен в Лозере, на кладбище селения Испаньяк.

## Экранизация
В 1964-м году роман был экранизирован режиссёром Жаном Деланнуа. Фильм почти полностью сохраняет сюжет книги, пропуская или видоизменяя лишь некоторые моменты, такие как: самоубийство Александра; в книге он смертельно отравился ядом, а в фильме сбросился с поезда. Кроме того, Александр в фильме шатен, а не блондин, что также влечёт упущение некоторых шуток между Жоржем и Александром на эту тему.
Именно во время съёмок Пейрефитт познакомился с Аленом-Филиппом Маланьяком, которому на тот момент было двенадцать с половиной лет: он играл роль статиста и был большим поклонником книги, с которой незадолго до этого познакомила его мать. По просьбе мальчика писатель посвятил ему свой экземпляр романа, и они полюбили друг друга. Затем они пережили длительные, но бурные отношения, о которых Пейрефитт рассказал в таких произведениях, как Notre amour (1967) и L’Enfant de cœur (1978).
Ален-Филипп Маланьяк вскоре женился на Аманде Лир и умер в пятьдесят один год во время пожара, почти сразу после смерти Пейрефитта. Неизвестно, было ли это самоубийством, хотя Пейрефитт в своих романах описывает «договор о самоубийстве» между ними, то есть их намерение покончить жизнь самоубийством в случае смерти другого.

## Слава и влияние
Успех романа Пейрефита, выдержавшего множество изданий и ставшего для французов классическим, породил спрос на произведения аналогичной тематики. Сам Пейрефитт был дружен с Анри де Монтерланом, который с 1912 года обдумывал произведения на подобную тему, опубликованные в итоге как роман «Мальчики» (1969) и роман «Город, в котором правит ребёнок» (1951). В 1997 г. по мотивам обоих произведений Кристоф Малавуа снял телефильм.
Тема «особенной дружбы» (по сути гомосексуальной) школьников раскрывается также в романах «Деде» Ашиля Эссебака (1901), «Тереза и Изабелла» Виолетт Ледюк (1954), «Оливия» Дороти Басси (1949, экранизирован в 1951 г.).